# Oregon Ducks
Die Oregon Ducks sind die Sportteams der University of Oregon in Eugene, Oregon. Die Ducks spielen sowohl im College Football wie auch im College Basketball in der Big Ten Conference, einer Division I-FBS-Liga. Bekannt sind die Ducks vor allem für ihr Football- und Leichtathletik-Programm. Gerade Letzteres verhalf der Stadt Eugene, dass sie als „Track Town, USA“ bekannt wurde. Dort finden regelmäßig die Ausscheidungen (Trials) für die Olympischen Spiele oder Weltmeisterschaften statt. Besondere Rivalitäten gibt es mit den Oregon State Beavers (gegen die die sogenannten Civil Wars geführt werden) und den Washington Huskies.
Nach dem akademischen Jahr 2023/24 wird Oregon die Pac-12 Conference verlassen, um der Big Ten beizutreten.

## American Football
Die University of Oregon hat seit 1893 eine Football-Mannschaft und trug ihr erstes offizielles Spiel 1894 gegen das Albany College aus. Ab 1919 teilte sich das Football-Team seine Trainingsanlage und sein Spielfeld mit der Leichtathletik-Mannschaft. 1967 wurde dann das Autzen Stadium fertiggestellt. In diesem Stadion, welches 55.000 Zuschauer fast, werden seit diesem Zeitpunkt die Spiele der Football-Mannschaft ausgetragen. 1917 gewannen die Ducks ihren ersten Bowl, den Rose Bowl gegen die University of Pennsylvania, unter dem damaligen Cheftrainer Hugo Bezdek. Inzwischen standen die Ducks vier weitere Male im Rose Bowl (1920, 1957, 1995 und zuletzt 2010). Im Jahr 2002 gewannen die Ducks zusätzlich noch den Fiesta Bowl gegen die Colorado Buffaloes.
Insgesamt gewannen die Ducks acht Conference-Titel. Fünf Mal die Pacific Coast Conference (1919, 1933, 1948 und 1957) sowie drei Mal die Pac-10-Conference (1994, 2001, 2009). Im Jahr 2000 mussten sich die Ducks den Titel mit den Oregon State Beavers und den Washington Huskies teilen. Nach der erfolgreichen Saison 1994 trat der damalige Cheftrainer Rich Brooks zurück und ernannte seinen Offensive Coordinator Mike Belotti zu seinem Nachfolger. Mike Belotti ist mit insgesamt 116 Siegen der erfolgreichste Trainer in der Geschichte des Footballs der Oregon Ducks. 2009 trat er zurück und ernannte ebenfalls seinen Offensive-Koordinator Chip Kelly zu seinem Nachfolger. Chip Kelly startete überaus erfolgreich mit 10:3 Siegen, dem Pac-10-Conference-Titel und der Teilnahme am Rose Bowl (17:26 Niederlage gegen Ohio State).

## Basketball
Das Basketball-Programm der Oregon Ducks hat national nicht den gleichen Stellenwert, wie das Football- oder Leichtathletikprogramm. Der größte Erfolg für den Herrenbasketball datiert aus dem Jahr 1939. Die Ducks gewannen gegen die Ohio State University mit 46:33 das allererste Turnier der NCAA Division I Basketball Championship. Cheftrainer war zu diesem Zeitpunkt Howard Hobson, der sein Team unter dem Spitznamen „The Tall Firs“ bekannt machte. Neben weiteren Pacific Coast Conference-Titeln errangen die Ducks auch vier Pac-12-Titel in den Jahren 2003, 2007, 2013 und 2016. In der Saison 2006/07 erreichten die Ducks das Elite Eight des NCAA-Turniers, verloren dort aber gegen die Florida Gators, den anschließenden Turniersieger.
Im Frauenbasketball war die erfolgreichste Ära der Ducks von 2017 bis 2020, den Jahren mit Sabrina Ionescu und der in Berlin aufgewachsenen Satou Sabally. Die Ducks erreichten 2019 die Final Four und gehörten 2020 zu den nationalen Meisterschaftsfavoriten, bevor das NCAA-Turnier aufgrund von COVID-19 abgesagt wurde.
Ihre Heimspiele tragen die Ducks in der 12.364 Zuschauer fassenden Matthew Knight Arena aus.

## Leichtathletik
Nach einigen schwierigen Jahren übernahm 1904 Bill Hayward als Cheftrainer das Leichtathletikprogramm und blieb dieses bis 1947. In diesen 44 Jahren baute er nicht nur ein sehr solides Programm für die Leichtathletik auf, sondern trainierte auch Daniel Kelly und Ralph Hill, die bei Olympia jeweils eine Silbermedaille gewannen. 1949 übernahm dann sein Stellvertreter Bill Bowerman das Amt des Cheftrainers.
Bill Bowerman wurde als Cheftrainer eine Legende. Er gewann mehrere nationale Meisterschaften und trainierte einige All-Americans und Olympiateilnehmer. Bekanntester Schützling war Steve Prefontaine, der später auch das Unternehmen Nike mitbegründete und vor allem die Olympic Trials und die NCAA-Meisterschaften nach Eugene in das Hayward Field brachte. Steve Prefontaine trainierte in den frühen 1970er Jahren in Eugene. Er hielt 13 amerikanische Rekorde und verlor nur drei Rennen in seinem eigenen Stadion sowie nur einmal bei der NCAA-Meisterschaft. Insgesamt gewann er sieben nationale Titel während seiner Karriere. Heute werden jedes Jahr die Prefontaine Classic im Hayward-Field abgehalten. Bill Bowerman trat 1973 zurück und sein Assistent Bill Dellinger wurde der neue Cheftrainer.
Das Leichtathletikprogramm hat viele NCAA-Titel über fast alle Disziplinen gewonnen und ist neben dem Basketball- und dem Footballteam die einzige Sparte mit NCAA-Titeln für die Oregon Ducks. Die Erfolgsgeschichte des Programms führte zum Spitznamen der Stadt Eugene, „Track Town, USA“.

## Baseball
Das Baseballteam der Oregon Ducks trug ihr erstes Spiel 1877 aus, ein Jahr nach der Gründung der Universität. 1981 wurde das Baseball-Programm aus Kostengründen eingestellt, jedoch 2007 26 Jahre später wieder aufgesetzt. Ihr erstes Spiel trugen die Ducks 2009 wieder aus. Cheftrainer ist zurzeit George Horten, der 2004 die Cal State Fullerton zu einem NCAA-Titel führte.

## Sportstätten
Die Sportstätten der Oregon Ducks, vor allem der Football-Komplex, gehören zu den besten Sportstätten der amerikanischen Universitäten. Den Sportlern bieten sich hier wahrlich fantastische Trainingsmöglichkeiten. Der Football-Komplex ist im Norden des Haupt-Universität-Campus gelegen und beinhaltet zum einen das Autzen Stadium, in dem die Ducks ihre Heimspiele austragen. Hinzu kommt das Len Casanova Center mit den Umkleidekabinen, den Krafträumen und anderen Trainingsanlagen sowie das Hallentrainingsfeld mit dem Namen Moshofsky-Center.
Direkt am Football-Komplex schließt sich der PK Park an, in dem seit 2009 wieder das Baseball-Team seine Spiele austrägt.
Das Basketball-Team spielt, genauso wie die anderen Hallensportarten, im McArthur Court. Dieser Hallenkomplex ist 1926 errichtet worden und wird demnächst durch die neuen Arena Matt Court ersetzt. Abschließend gibt es noch das legendäre Hayward Field, welches ursprünglich 1919 als Football-Stadion gebaut wurde und erst 1921 eine Aschenbahn erhielt. Heute ist das Hayward Field die Heimat der Leichtathletik-Mannschaft. Zusätzlich werden dort regelmäßig die NCAA-Titelkämpfe und die Olympia-Trials ausgerichtet.

## Rivalitäten
Die Oregon Ducks leben vor allem die Oregon-interne Rivalität gegen die Oregon State Beavers. Diese Rivalität trägt den Namen „Civil War“. Die Football-Mannschaften spielen innerhalb dieser Rivalität die Platypus-Trophy aus. Der Platypus ist halb Ente (Maskottchen der Ducks) und halb Biber (Maskottchen der Oregon State Beavers). Die Trophy selber war von 1962 bis 2005 verschollen. Neben der Rivalität zu den Oregon State Beavers haben die Ducks noch eine Rivalität gegen die Washington Huskies. Diese Rivalität entstand 1948, als die Ducks und die California Golden Bears sich die Pacific Coast Conference-Titel teilen mussten, und die Washington Huskies für die Golden Bears als Rose Bowl-Teilnehmer stimmten. Einige Jahre später wurde versucht, Oregon, Oregon State und Washington State aus der Pac-10-Conference herauszunehmen, sodass die Huskies keinen Einfluss erheben könnten. Dies scheiterte jedoch.

## Erfolge

### Nationale Meisterschaften
Bis Mitte 2009 gewannen die Oregon Ducks 16 nationale Meisterschaften
- Basketball (Männer): 1939
- Geländelauf (Männer): 1971, 1973, 1974, 1977, 2007, 2008
- Geländelauf (Frauen): 1983, 1987
- Leichtathletik (Männer): 1962, 1964, 1965, 1970, 1984
- Leichtathletik (Frauen): 1985
- Hallenleichtathletik (Männer): 2009

Hinzu kommen diverse Conference-Meisterschaften in den Sportarten Basketball und Football sowie sogenannte Bowl-Teilnahmen.